# Winter-Universiade 1968/Eisschnelllauf
Erstmals in der Geschichte der Universiade wurden bei der Winter-Universiade 1968 Wettbewerbe im Eisschnelllauf ausgetragen. Es wurden in Medaillen in vier Disziplinen vergeben. Es waren nur Männer startberechtigt.

## Bilanz

### Medaillenspiegel
| Platz  | Land        | Gold | Silber | Bronze | Gesamt |
| ------ | ----------- | ---- | ------ | ------ | ------ |
| 1      | Sowjetunion | 3    | 2      | 1      | 5      |
| 2      | DDR         | 1    | –      | –      | 1      |
| 3      | Japan       | –    | 1      | 2      | 3      |
| 4      | Finnland    | –    | 1      | 1      | 2      |
| Gesamt | Gesamt      | 4    | 4      | 4      | 12     |

### Medaillengewinner
| Disziplin | Gold                   | Silber          | Bronze           |
| --------- | ---------------------- | --------------- | ---------------- |
| 500 m     | Erhard Keller          | Keiichi Suzuki  | Takayuki Hida    |
| 1500 m    | Alexander Tschekulajew | Waleri Bajonow  | Pekka Halinen    |
| 3000 m    | Alexander Tschekulajew | Pekka Halinen   | Anatoli Nochrin  |
| 5000 m    | Alexander Tschekulajew | Anatoli Nochrin | Yoshiaki Demachi |